# Idioma sabino
El sabino era una lengua osco-umbra estrechamente emparentada con el osco hablada en el área de los sabinos, en la Sabinia, en I milenio a. C.
El sabino esta atestiguado por una inscripción y por unas palabras o glosas mencionadas en los escritos de Varro, Festo y Servio.
Su clasificación como idioma distinto esta justificada por la evolución fonética de estas palabras con respecto a sus otros pares osco-umbros y además Varro, Festo y Servio aseguran que se trata de un idioma totalmente diferente del latín.
A continuación se muestra la inscripción comparada con el latín y el español:
En sabino:
Mese ne flusare Poimunien atrno ausom hiretom.
En latín:
Mense ne florare Pomonius alterno aurum ferito.
En español:
La mesa ni florecerá, Pomonio alterno el oro, ha herido.

## Comparación léxica
En la siguiente tabla se muestra la lista de las palabras sabinas comparadas con el protoitálico, el latín y el español:
| Protoitálico | Sabino   | Latín    | Español     |
| ------------ | -------- | -------- | ----------- |
| albos        | alpos    | albus    | blanco      |
| awsom        | ausom    | aurum    | oro         |
| aketos       | catos    | acutus   | agudo       |
| aprugnos     | aprunos  | aprugnus | jabalí      |
| kapros       | carpa    | capra    | cabra       |
| kersna       | cesna    | cena     | cena        |
| kaskos       | cascos   | cascus   | muy antiguo |
| kumsba       | cumba    | cumba    | valle       |
| gwiwos       | bivos    | vivus    | vivo        |
| xasena       | fasena   | harena   | arena       |
| xorzdeom     | fordeom  | hordeum  | hordio      |
| flosare      | flusare  | florare  | florecer    |
| xariolom     | fariulom | hariolum | adivino     |
| xaidos       | fedos    | haedus   | cabrito     |
| xircos       | fircos   | hircus   | ternero     |
| lurpos       | lirpos   | lupus    | lobo        |
| mense        | mese     | mense    | mesa        |
| pekos        | picos    | pecus    | ganado      |
| teba         | teba     | teba     | cerro       |